# Злива (фільм, 1929)
«Злива» (повна назва «Злива. Кіно-офорти до історії Гайдамаччини») — український німий історичний фільм-драма Івана Кавалерідзе (1929) за мотивами поеми «Гайдамаки» Тараса Шевченка. У фільмі Кавалерідзе розробив унікальну зображальну систему — синтез скульптури та кінематографії, формотворчим елементом якої було світло. До фільму було замовлене спеціальне музичне оформлення, автором якого став композитор Павло Толстяков.
Прем'єра фільму відбулася 18 квітня 1929 року в Москві та 13 червня 1929 року в Києві.
Станом на 2020 рік фільм вважається втраченим.

## Сюжет
Це була перша інтерпретація Іваном Кавалерідзе поеми «Гайдамаки» Тараса Шевченка. В фільмі яскраво змальовані сторінки історії українського народу — Коліївщину, селянське повстання 1768 року під проводом Максима Залізняка та Івана Ґонти.

## Акторський склад
- Іван Мар'яненко — Гонта
- Степан Шкурат — Іван, селянин
- Северин Паньківський — єзуїт-єпископ
- Марія Малиш-Федорець — Катерина II
- В.Піддубний — князь Вишневецький
- Йосипенко Микола Кузьмович — молодий селянин
- В.Комарецький — гайдук
- О.Мерлатті — польський пан